# Marconi - San Girolamo - Fesca
Marconi - San Girolamo - Fesca è un quartiere di Bari. Costituisce con i quartieri San Paolo e Stanic il Municipio III del capoluogo pugliese.
Collocato a nord-ovest della città ed esteso per circa 5,3 chilometri quadrati, ha una popolazione di circa 15 524 abitanti.

## Geografia fisica
Il quartiere confina:
- a nord con la costa Adriatica;
- a est con il quartiere Libertà, via Brigata Regina est;
- a sud con la linea ferroviaria Bari-Foggia che lo disgiunge dai quartieri Stanic e San Paolo;
- a ovest con la strada vicinale Cola di Cagno che lo separa dal quartiere Palese Macchie.

### Lama Balice e Lama Lamasinata. Parco regionale di Lama Balice

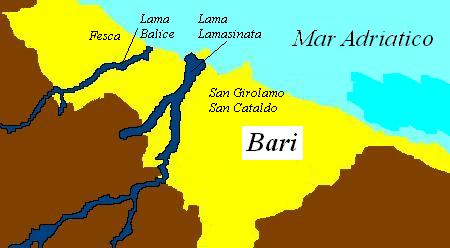
Mappa del percorso delle due lame nel territorio barese

Nel territorio del quartiere Marconi - San Girolamo - Fesca, si sviluppa la parte terminale di due importanti lame aventi origine dalle Murge: Lama Lamasinata e Lama Balice. Le lame sono estensioni di terreno sulle quali si radunano naturalmente le acque piovane prima di riversarsi in mare: chiaramente sono collocate nei punti del territorio a quota più bassa e possiedono uno sbocco al mare; le lame, inoltre, sono caratterizzate da una propria struttura geologica e una peculiare vegetazione superficiale.

#### Il canale Lamasinata

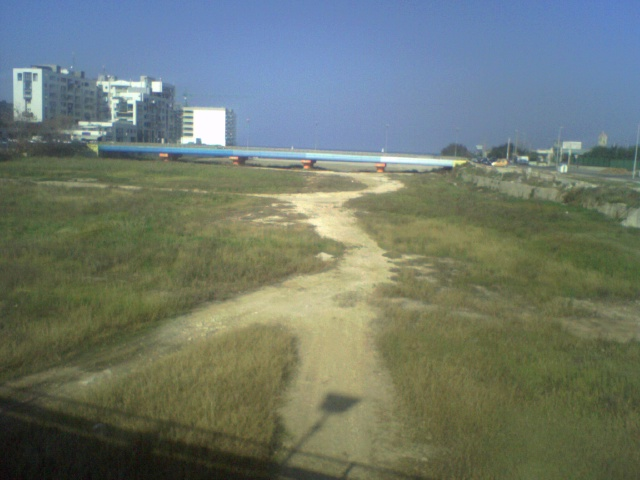
Il "canalone" visto dal ponte di viale Respighi

La lama Lamasinata, comunemente chiamata dalla popolazione locale "il canalone", è formata da più rami e attraversa i territori di quattro comuni, ovvero Palo del Colle, Modugno, Bitetto e Bari. La sua parte terminale percorre due quartieri di Bari: San Paolo e Marconi - San Girolamo - Fesca. La foce della lama è costituita da una enorme distesa sabbiosa che si estende proprio tra le località Marconi e San Girolamo, incuneandosi tra due stabilimenti balneari. Il fondo della foce è usato nel periodo estivo come spiaggia da un numero considerevole di baresi, mentre le pareti sono rinforzate con imponenti muri di sostegno, costruiti a protezione degli insediamenti residenziali. Non mancano, lungo il percorso della lama, beni culturali di ormai riconosciuto interesse. Ad esempio, nei pressi di Modugno, ci sono la chiesa rupestre della Madonna della Grotta ed i resti dell'insediamento rupestre di Santa Caterina.

#### Lama Balice
Lama Balice si sviluppa nel territorio di Ruvo e, attraversando Bitonto, sfocia a mare in corrispondenza della località Fesca, tra una spiaggia privata e una porzione di terreno incolto. La lama, lunga ben 37 chilometri, corrisponde al corso prosciugato dell'antico torrente “Tiflis”. Casali medievali, chiese e numerose masserie costellano l'intero percorso di Lama Balice. Alcuni tratti della lama sono bassi e sinuosi, mentre altri sono ripidi e presentano una stratificazione rocciosa molto evidente. La lama, area di sosta per l'avifauna, è caratterizzata da innumerevoli tratti coltivati ed altri ricchi di vegetazione naturale come: quercia coccifera, leccio e arbusti. L'area della lama è stata classificata come “Parco Naturale Attrezzato” dalla legge regionale n. 21 del 24 marzo 1980 e compresa tra le aree protette regionali della legge 19 del 1997.

### La penisola di San Cataldo

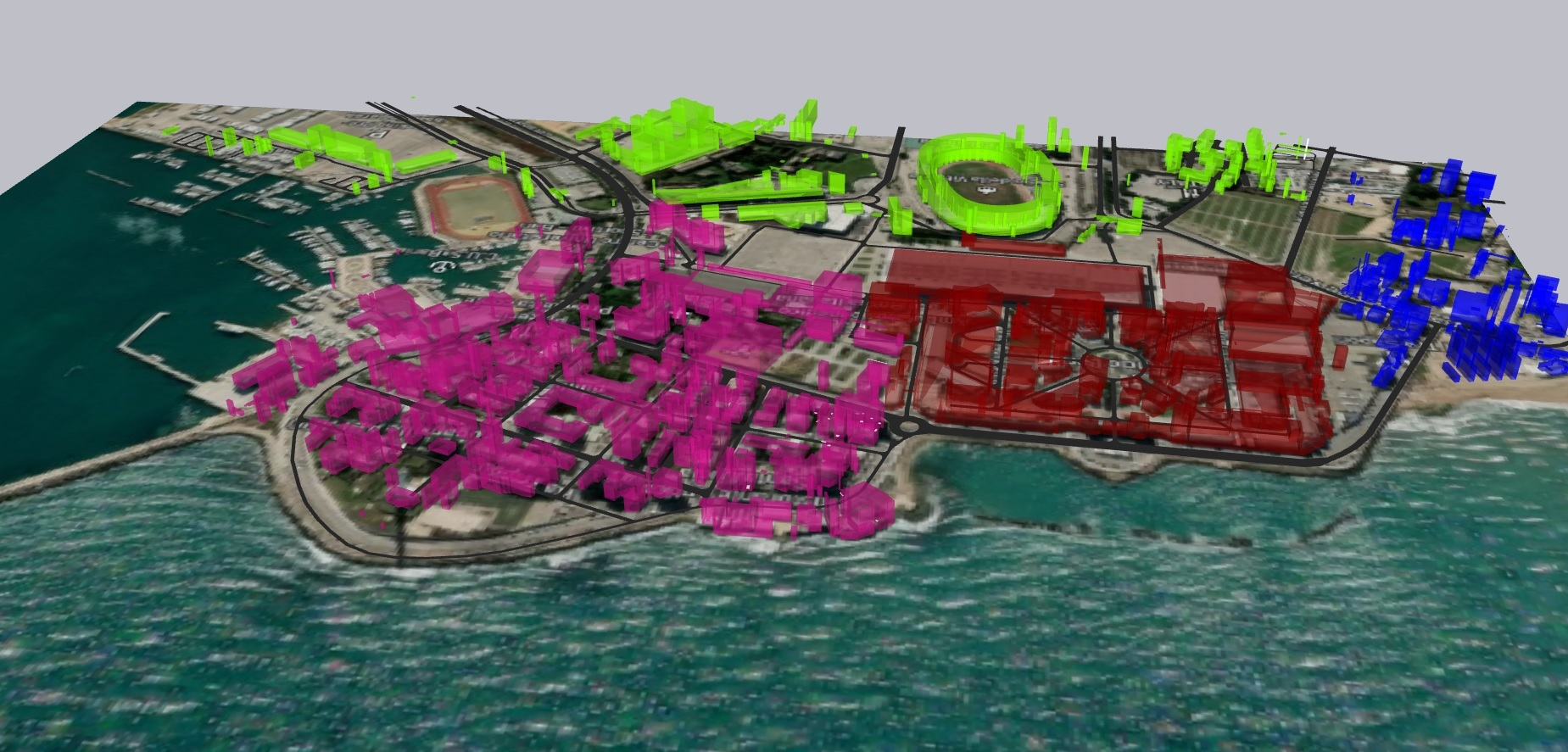
Ricostruzione tridimensionale della zona San Cataldo e dell'area Fiera del Levante.

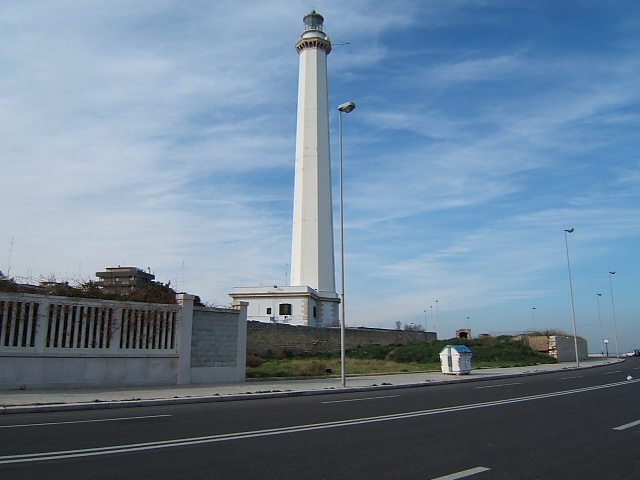
Faro di San Cataldo a Bari

Percorrendo il Lungomare Starita a partire dall'incrocio con viale Vittorio Emanuele Orlando, ci si accorge di costeggiare una penisoletta, detta di San Cataldo. Questa lingua di terra è stata prolungata artificialmente dal lavoro umano per realizzare il braccio di ponente del porto e prende il nome di "San Cataldo" per via di una cappelletta lì presente dal 1960. Su documenti risalenti al sedicesimo e al diciassettesimo secolo, si legge che al largo di questa zona, i pirati, dopo aver sequestrato qualcuno, facendosi scorgere da terra, usavano chiedere somme in denaro alle autorità cittadine per rilasciare i malcapitati. Sulla penisola troneggia il Faro di Bari, alto oltre 66 metri: 380 scalini portano in cima alla torre. Fu costruito nel 1869 ed attualmente il suo fascio luminoso è stato ridotto per evitare luci secondarie verso terra.
È interessante notare come nel giardino-cortile del faro c'è ancora il locale in cui si faceva una volta il pane.

## Storia

### Denominazione

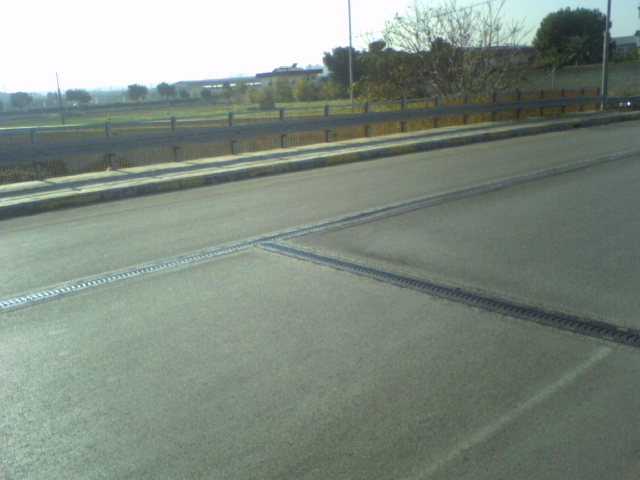
Il ponte di viale Respighi, che congiunge il rione Marconi a San Girolamo

Il quartiere ha assunto l'attuale denominazione completa soltanto a partire dal 1970, mentre precedentemente era diviso in due rioni: Marconi e San Girolamo-Fesca, riconosciuti ufficialmente dal punto di vista amministrativo nel 1951.
Dal 1979 al 2004 insieme al quartiere Libertà ha costituito l'VIII circoscrizione di Bari, al 2001, la più popolosa della città con circa 65 000 abitanti.
Sono particolarmente degni di nota le origini dei nomi delle località costituenti il quartiere: ad esempio la denominazione del rione Marconi deriva dal fatto che lo scienziato Guglielmo Marconi effettuò, il 1º settembre 1904, una trasmissione telegrafica diretta verso la costa montenegrina proprio nei pressi del grande faro lì costruito. Il rione Marconi è noto anche con altre denominazioni meno formali, come zona Faro o la più comune San Cataldo.
Il nome della località San Girolamo ha origini antiche e probabilmente si riferisce ad una piccola chiesetta che venerava il santo lì presente sin da tempi remoti, ormai scomparsa e sostituita da una parrocchia più moderna di relativamente recente costruzione. 
Il nome Fesca, invece, deriva probabilmente dalla parola greca fascon, che significa lichene, cioè il noto cespuglio parassita che cresceva spontaneo e abbondante lungo la costa in corrispondenza del rione, nel periodo in cui non si era raggiunta l'attuale densità di costruzioni edilizie. La parola suddetta è stata usata per contraddistinguere i terreni di questa località nei vecchi catasti a partire dal XVI secolo. Si pensa inoltre che la denominazione possa avere origini molto antiche, poiché si legge la parola "Fesce" in documenti risalenti al 1300, per indicare la localizzazione di terreni situati in quell'area.

### L'industria nel passato
Percorrendo il corso Vittorio Veneto, a partire dall'incrocio con via Brigata Regina e allontanandosi dal quartiere Libertà, sul lato sinistro si scorgono interessanti esempi di archeologia industriale, che rappresentano i resti di numerosi stabilimenti lì operanti prima che tutta l'area produttiva si spostasse nei pressi della zona industriale di Bari. 
Oggi rimangono poche ciminiere poiché la gran parte della zona è stata destinata ad impianti sportivi di vario genere ed è stata circondata di aree residenziali ed edifici pubblici.

### San Girolamo e il Villaggio Trieste: dalle prime case popolari ad oggi
Superato il torrente Lamasinata tramite il ponte di via Van Westerhout, si giunge nella località San Girolamo, il cui nucleo originale era costituito da due distinti complessi di case popolari fatti costruire nel 1958: il Complesso San Girolamo e il Villaggio Trieste.
Il Villaggio Trieste, costituito da ventisei palazzine, sorge nelle immediate vicinanze dello Stadio Della Vittoria, ad ovest rispetto ad esso. Appartiene al Quartiere Marconi. In esso hanno trovato accoglienza i profughi italiani della seconda guerra mondiale provenienti dalle Colonie, dai Possedimenti dell'Egeo, dall'Istria, dal Quarnaro, dalla Dalmazia e da altri Stati per lo più dalla Grecia e dalla Romania. 
Al 2014 la località ha raggiunto una densità abitativa elevata con complessi residenziali che toccano i dieci piani dalle moderne architetture e dalle ampie terrazze. Le principali attività commerciali sono distribuite su via Van Westerhout e sulle sue traverse, ma numerose sono anche le pescherie sul lungomare IX maggio.
La parte del rione San Girolamo che tocca via Napoli è costellata da ville e da attività commerciali relativamente recenti. Molti edifici destinati alla produzione artigianale presenti su via Napoli sono stati recentemente convertiti in attività commerciali e terziarie, orientate alla vendita di autoveicoli, di abbigliamento, all'offerta di servizi per lo sport e il tempo libero.

### Fesca nel passato: le cave di tufo, le spiagge, l'arrivo dei profughi
Anticamente nei pressi della località Fesca c'erano cave di tufo dalle quali il Comune ricavava i blocchi per le mura cittadine e per costruzioni di interesse pubblico. Inoltre all'inizio del XX secolo, la SICAM gestiva il trasporto e l'estrazione dei blocchi di pietra da queste cave tramite rotaia, per la costruzione del porto nuovo. Fesca era in epoca fascista una delle mete balneari preferite dai baresi, poiché era ricchissima di dune di sabbia. Ai tempi del Fascismo, fu qui realizzata una colonia marina per i figli del popolo, con un grande edificio sul mare, ormai abbattuto, di cui si conserva solo la sagoma del muro perimetrale, riempita con una distesa di ciottoli che ospita da qualche tempo una scuola di windsurf. Prima della costruzione della grande litoranea, della sistemazione del lungomare e della realizzazione della nuova via Napoli, a Fesca ci si arrivava con la ciclatera, cioè una locomotiva a vapore gestita da una società belga, che percorreva la linea ferroviaria Bari-Barletta ed aveva una fermata proprio in questa località balneare. “Ciclatera” significa caffettiera e sta ad indicare l'aspetto sbuffante e solenne della locomotiva.
Ai tempi della seconda guerra mondiale, sul lungomare IX maggio, fu realizzato un campo profughi, per ospitare gli esuli giuliano-dalmati fuggiti dalla loro terra, ormai passata sotto il governo jugoslavo. Da diversi decenni, il campo, avendo perso la sua funzione originale, è stato raso al suolo.
Nei pressi della strada vicinale Cola di Cagno, nel rione Fesca, si raggiunge la contrada San Bartolomeo, che si pensa abbia preso il suo nome dall'antica cappella di San Bartolomeo edificata da queste parti ed ormai andata distrutta. È andata distrutta anche la Torre di San Bartolomeo, che nel XVIII secolo serviva come torre di guardia sulla costa, per difendersi anticipatamente dall'attacco dei corsari. È inoltre presente, di fronte al parcheggio del lido "Il Trampolino", una chiesetta ancora intera con campanile innesso sul retro. Nella strada retrostante alla chiesa, quindi nel suo abside, è presente una finestrella chiusa da una rete in cui è possibile scorgere un crocifisso bizantino.

## Luoghi d'interesse

### Rione Marconi e quartiere fieristico

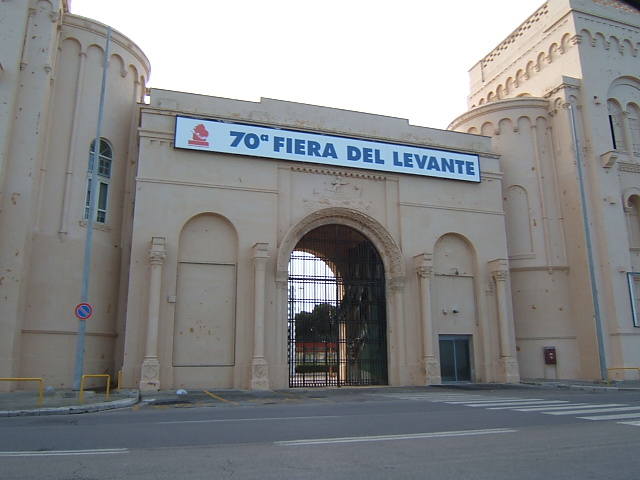
Ingresso monumentale della Fiera del Levante su Piazza Vittorio Emanuele III

Il rione Marconi è sede della famosissima fiera annuale del Levante, il cui impianto originale, risalente agli anni trenta del secolo scorso, fu progettato dall'architetto Augusto Corradini e fu realizzato sotto la direzione dell'ingegnere Vincenzo Rizzi.
La fiera è stata inaugurata, nella sua prima edizione del settembre 1930, dal re d'Italia, Vittorio Emanuele III di Savoia. Con la seconda guerra mondiale, le edizioni della fiera si interruppero, per sette anni, tra il 1940 e il 1947; ben presto, grazie agli sforzi degli enti locali e agli aiuti governativi, la fiera ormai usata nel tempo della guerra per scopi militari, fu riqualificata, ricostruita e ampliata. Alla classica campionaria settembrina di ogni anno, si aggiungono nel tempo numerose altre riguardanti settori specifici dell'edilizia, dell'industria, dello sport, della moda, del tempo libero, dell'arte e tanto altro.

#### Manifestazioni fieristiche
- Fiera del Levante: una delle più importanti manifestazioni fieristiche d'Italia e del Mediterraneo.
- ExpoLevante
- Medimex Salone dell'Innovazione Musicale Mediterranean Music Expo.

### San Francesco: mare e verde

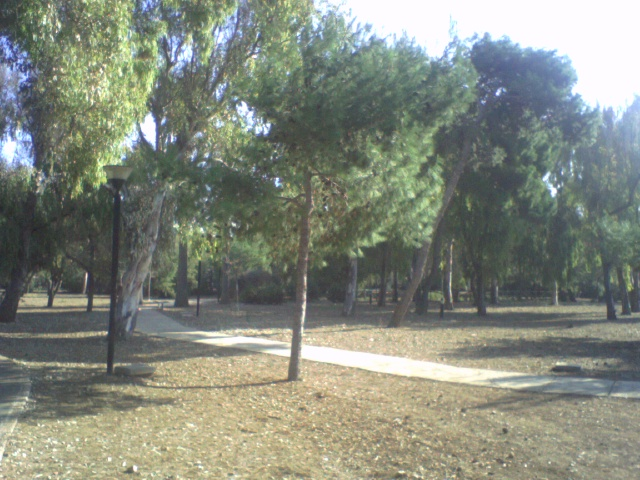
Pineta di San Francesco alla Rena

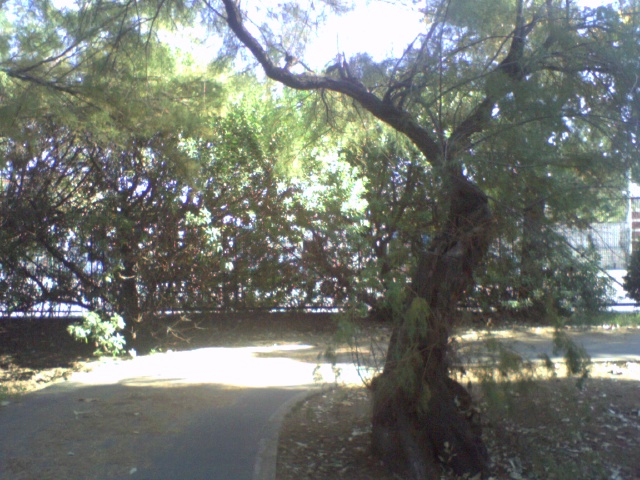
Pineta di San Francesco alla Rena

Altra famosa attrattiva del quartiere è la grande distesa sabbiosa che costituisce la spiaggia di San Francesco alla Rena (da arena che vuol dire sabbia), uno dei lidi più antichi di Bari da sempre frequentatissimo. Una leggenda narra che, nei pressi di questa località, San Francesco abbia conficcato un bastone per terra, facendo lì scaturire una vena di acqua per dissetare alcuni pescatori.
Tra le vie Mercadante, Napoli, Respighi e il canale Lamasinata si estende anche uno dei più grandi polmoni verdi della città: la Pineta di San Francesco alla Rena, realizzata negli anni sessanta e ristrutturata alla fine degli anni novanta con giochi per bambini, una pista da pattinaggio, percorsi attrezzati per fare jogging e attività fisica.

## Litorale

### Lungomare IX Maggio

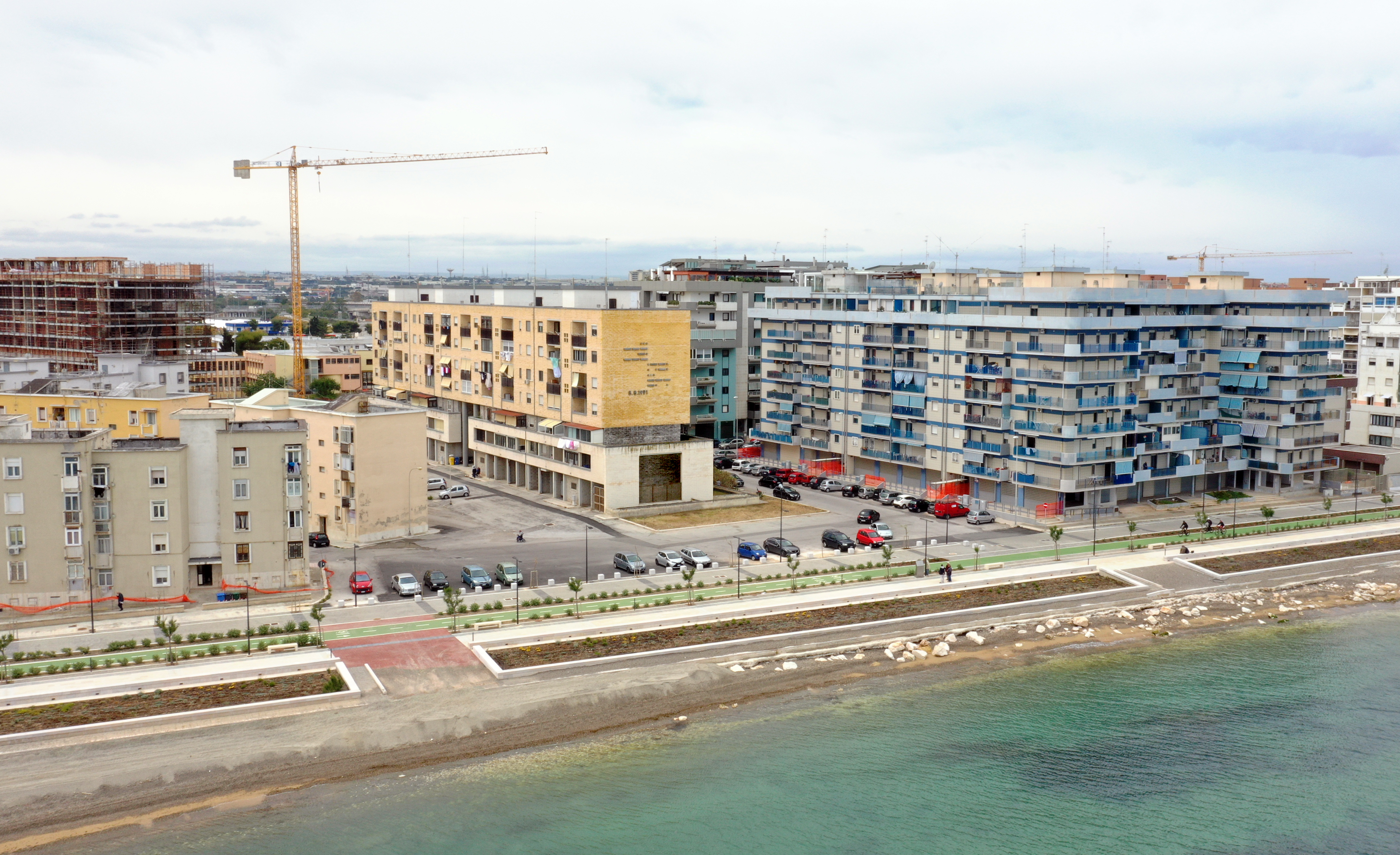
Lungomare IX maggio

La porzione di costa che bagna San Girolamo e Fesca, a nord della foce del canale Lamasinata, è intitolata al 9 maggio, data tragica per la storia italiana: nel 1978 in situazioni ben diverse furono assassinati l'onorevole Aldo Moro e il giornalista radiofonico Peppino Impastato.
A fine 2012 l'amministrazione comunale ha presentato, dopo diversi annunci, il progetto di riqualificazione del lungomare. e pubblicato il relativo bando. I lavori, partiti nel 2016, mirano alla costruzione di una piazza pensile e al rifacimento dell'approdo di Fesca.

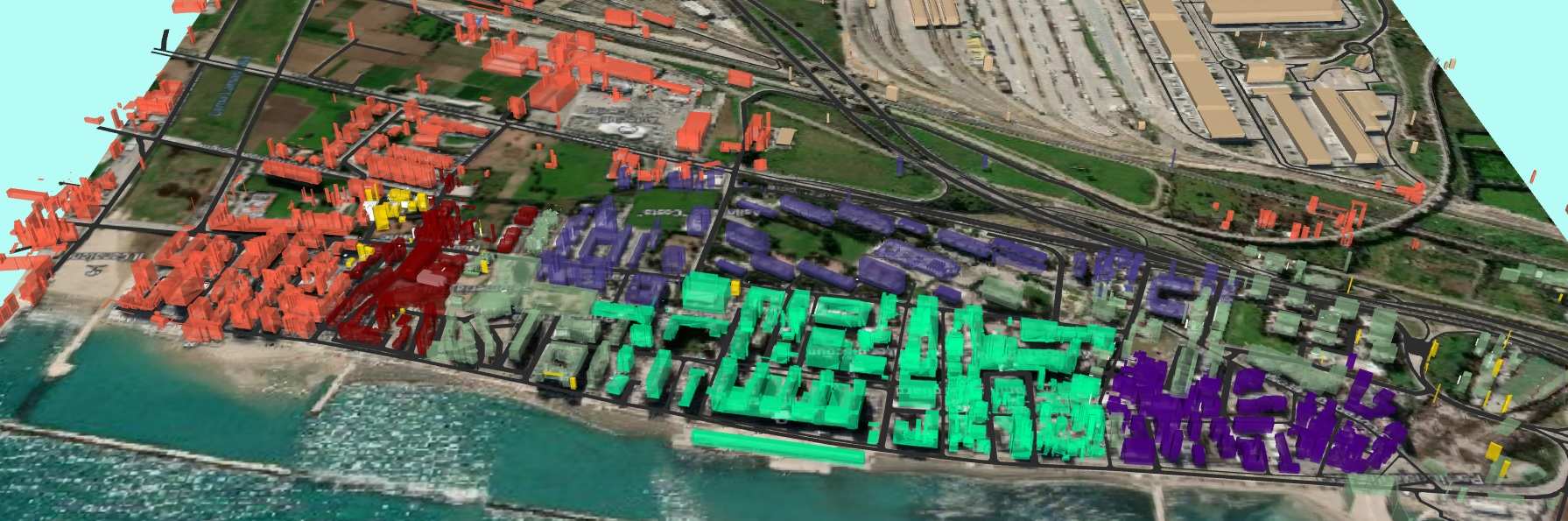
Ricostruzione tridimensionale della parte dei rioni Fesca e San Girolamo che si affaccia sul Lungomare IX Maggio

### Lungomare Starita

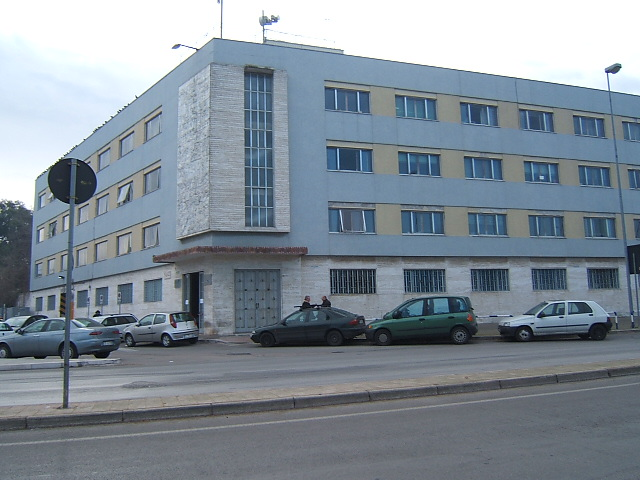
Sede dell'Acquedotto Pugliese

Il lungomare Starita tocca il rione fieristico e cinge a est la penisola di San Cataldo. Termina incrociando corso Vittorio Veneto, in prossimità del varco della Vittoria al porto di Bari, in viale Vittorio Emanuele Orlando, sede dell'Acquedotto Pugliese e dell'Arena della Vittoria.

## Impianti sportivi
Gli impianti sportivi sono:
- Stadio Francesco Capocasale in viale Ottorino Respighi;
- L'Arena della Vittoria;
- Piscine comunali;
- Centro Universitario Sportivo di Bari.

Sono adibiti a funzione di campo sportivo anche i campi esterni all'Arena della Vittoria e i campetti della Parrocchia di San Girolamo.

### L'Arena della Vittoria

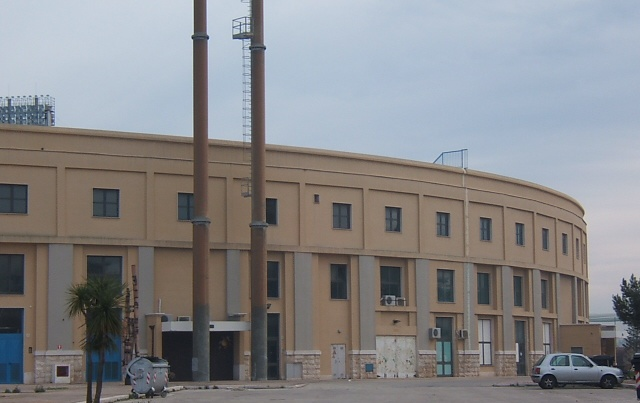
Arena della Vittoria - ingresso su via di Maratona

L'arena, progettata dall'ingegnere Angelo Guazzaroni e dall'architetto Fasolo, fu realizzata per celebrare la "vittoria" dell'Italia al termine della prima guerra mondiale. La prima partita di calcio, Bari-Comense, fu giocata in questo stadio nel 1934 con risultato 3 a 1.
Dal 1990 è lo Stadio San Nicola, progettato dall'illustre Renzo Piano in occasione del Campionato mondiale di calcio, ad ospitare le partite in casa della principale compagine calcistica locale.
Nel 1991, il cosiddetto "stadio vecchio" è stato utilizzato per ospitare temporaneamente i profughi albanesi giunti a Bari con la nave Vlora e ha subito gravi danni; restaurato e potenziato nel 1996 in occasione della tredicesima edizione dei Giochi del Mediterraneo, oggi, oltre ad essere usato come stadio per tornei speciali e concerti, è sede di un piccolo teatro, di una biblioteca per ragazzi, di attività museali ed espositive e di altri spazi attrezzati simili. 
La struttura attualmente è utilizzata per le partite della formazione locale di rugby, Tigri Rugby Bari.

### Piscine comunali
Sull'area esterna allo "stadio della Vittoria" sorgono le Piscine Comunali, dette anche "Stadio del nuoto", dotate di moderni impianti sportivi contenuti in volumi costruttivi dalla forma accattivante e dalle pareti in vetro.
Sono facilmente raggiungibili uscendo dalla tangenziale di Bari (uscita 4 per via Napoli) girando per via di Maratona. Le Piscine Comunali forniscono servizi di vario genere e natura per il buon mantenimento di una forma fisica: infatti vengono organizzati corsi di nuoto, nuoto libero e agonistico, ginnastica in acqua, nuoto sincronizzato, pallanuoto, G.A.G., step, pilates e palestra.
Lo Stadio del Nuoto è dotato di ampi spogliatoi con vari servizi adatti anche per disabili; oltre alla piscina all'aperto, posta sul tetto, vi sono altre due piscine (rispettivamente da 25 m e da 35 m) destinate alle lezioni della stagione invernale.

## Infrastrutture e trasporti
Le principali arterie lungo le quali si concentra il traffico che collega il quartiere al centro della città sono via Napoli (ad ovest) e il lungomare Vittorio Veneto.
Marconi, San Girolamo e Fesca sono raggiungibili dalle uscite 4 e 3 della tangenziale di Bari.
In prossimità del canale Lamasinata è ubicata la stazione di Fesca-San Girolamo servita dal servizio ferroviario metropolitano fornito dalla società Ferrotramviaria. La stazione è fermata intermedia dei servizi ferroviari denominati FM1 e FM1 svolti lungo la ferrovia Bari-Barletta.
Le varie aree del quartiere sono attraversate dalle autolinee urbane AMTAB.
In via di Maratona nei pressi delle Piscine comunali vi è il capolinea ulteriori autolinee.

## Istruzione

### Scuole dell'infanzia e scuole primarie
- Scuola elementare, strada San Girolamo (Ex XXII Circolo didattico plesso E/28, diventato plesso dell'Istituto Comprensivo Eleonora Duse)

Nel 2004 la scuola elementare di San Girolamo si è classificata al primo posto per il premio Giornalista per un 1 giorno organizzato da Alboscuole per merito dello statuto dei diritti dei bambini e delle bambine di Bari, e il progetto di giornalino on line realizzato dalle classi V A e V B di quell'anno scolastico.
- Scuola primaria statale Guglielmo Marconi, via Skanderbeg Castriota
- Scuola materna ed elementare Eleonora Duse, strada San Girolamo
- Nido Nicolò Costa, via N. Costa.

### Scuole secondarie di primo grado
Nella zona di San Cataldo vi è il plesso "G. Marconi" appartenente all'Istituto Comprensivo "San Giovanni Bosco - Melo da Bari]", che nell'a.s. 2016/2017 ha accolto una terza classe. La scuola "G. Marconi" ospita l'unica Biblioteca Interculturale Scolastica della città, denominata "Galassia Marconi". È stata inaugurata a luglio del 2015, ma è un progetto che va avanti almeno da 4 anni, partito dalla scuola media “Melo da Bari”. Vi si realizzano attività culturali, mostre, laboratori artistici e di lettura adatti a bambini e adulti, con la collaborazione di docenti ed esperti di comunicazione. Ha la dotazione più ampia che c’è in città di libri in lingua straniera per bambini. Ogni anno vi si festeggia il "Marconi Day" per rievocare la prima trasmissione telegrafica a scopo commerciale realizzata da Guglielmo Marconi verso il Montenegro il 1º settembre 1904, proprio da un edificio adiacente alla scuola.
Inoltre vi è la scuola media intitolata all'attrice Eleonora Duse. Nata a fine anni ottanta dislocata in piccole succursali tra cui l'edificio Nettuno, la sede di via Nicolò Costa nel 2005 fu abbattuta a causa di tracce di amianto nella composizione della struttura. Attualmente essa ha sede stabile in un edificio sul prolungamento della stradetta Tomasicchio, traversa di strada San Girolamo.

### Scuole medie superiori
In via Bellezza, nel rione Fesca, era collocata una delle sedi dell'IPSIA "Ettore Majorana", dove si poteva conseguire il Diploma di Tecnico dell'Industria Elettronica, con un corso di studi quinquennale.

## Luoghi di culto e festività
Sul territorio del quartiere Marconi - San Girolamo - Fesca vi sono diversi luoghi di culto religioso di tipo cristiano-cattolico. Nelle vicinanze delle palazzine IACP, in prossimità del lungomare IX maggio, si trova la Chiesa di San Girolamo, istituita come parrocchia il 18 gennaio del 1958; il salone centrale della chiesa fu benedetto il 24 luglio del 1959 dall'arcivescovo Nicodemo. 
L'ultima domenica di settembre si celebra nel quartiere la festa di San Girolamo: in questo giorno si assiste ad una processione della statua del santo per le vie del rione, accompagnata da una banda musicale. Questa parrocchia ha ospitato negli ultimi anni anche un presepe vivente nel periodo natalizio.
Nella penisola di San Cataldo, c'è una piccola chiesa dedicata all'omonimo santo, istituita come parrocchia il 26 gennaio del 1958 e benedetta il 24 aprile del 1960. Nei pressi dello Stadio della Vittoria, all'interno del Villaggio Trieste, c'è la chiesa di Sant'Enrico, istituita il 29 gennaio del 1958.
Su via Perosi, al rione Fesca, è stata costruita la sede provvisoria della parrocchia di Gesù di Nazareth, istituita il 1º agosto del 2002.
La più vecchia cappella del quartiere è quella di Sant'Antonio da Padova, costruita nel 1930: fin da allora si festeggia il Santo nei giorni 15 e 16 agosto, con una processione per le strade del quartiere, seguita da fuochi d'artificio e dal consueto contorno di bancarelle.
Nel 2009, si è iniziata una nuova tradizione per Sant'Antonio a Fesca, ovvero una processione per mare, sottolineata con fuochi d'artificio e accompagnamento musicale.

## Mezzi pubblici
È possibile raggiungere i quartieri Marconi, San Girolamo e Fesca con i seguenti mezzi pubblici:
- Linee di autobus dell'AMTAB: 1, 2, 2/, 6, 19, 22, 27, 42, 53;
- Treni della Ferrotramviaria, stazione Fesca-San Girolamo;
- Treni regionali Trenitalia, stazione Bari Zona Industriale;
- Tangenziale di Bari SS 16, uscite 3 e 4.

## Immagini del quartiere

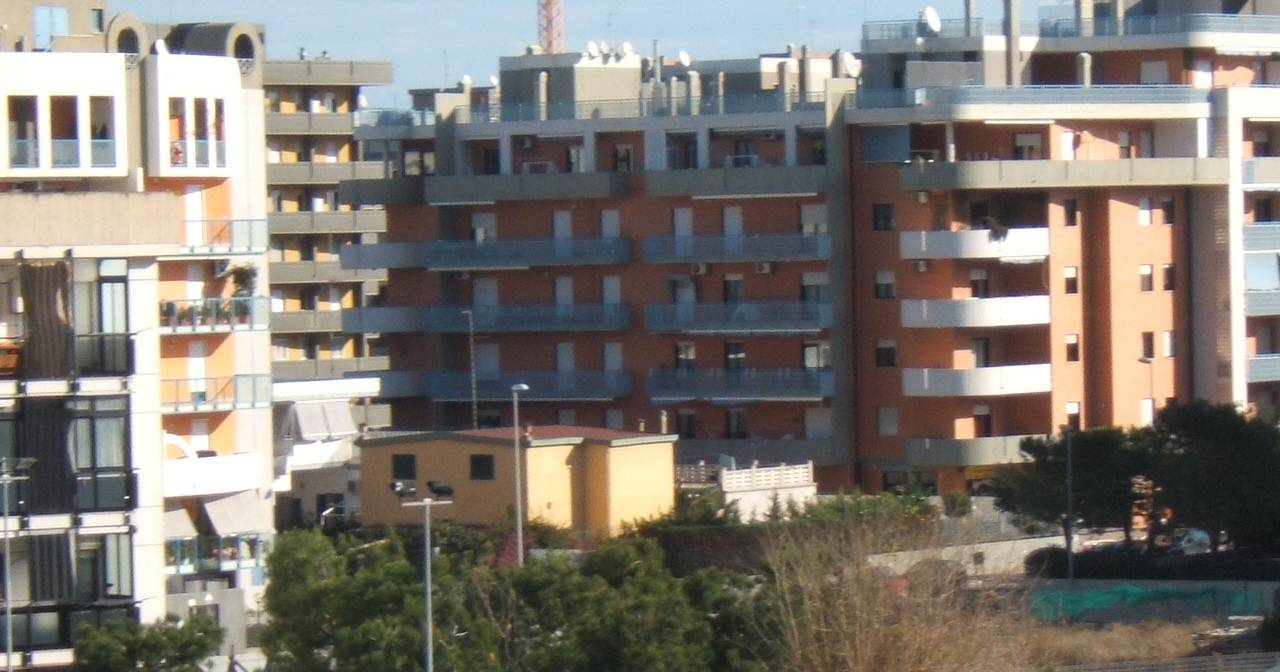
Zona residenziale: edifici su strada San Girolamo.
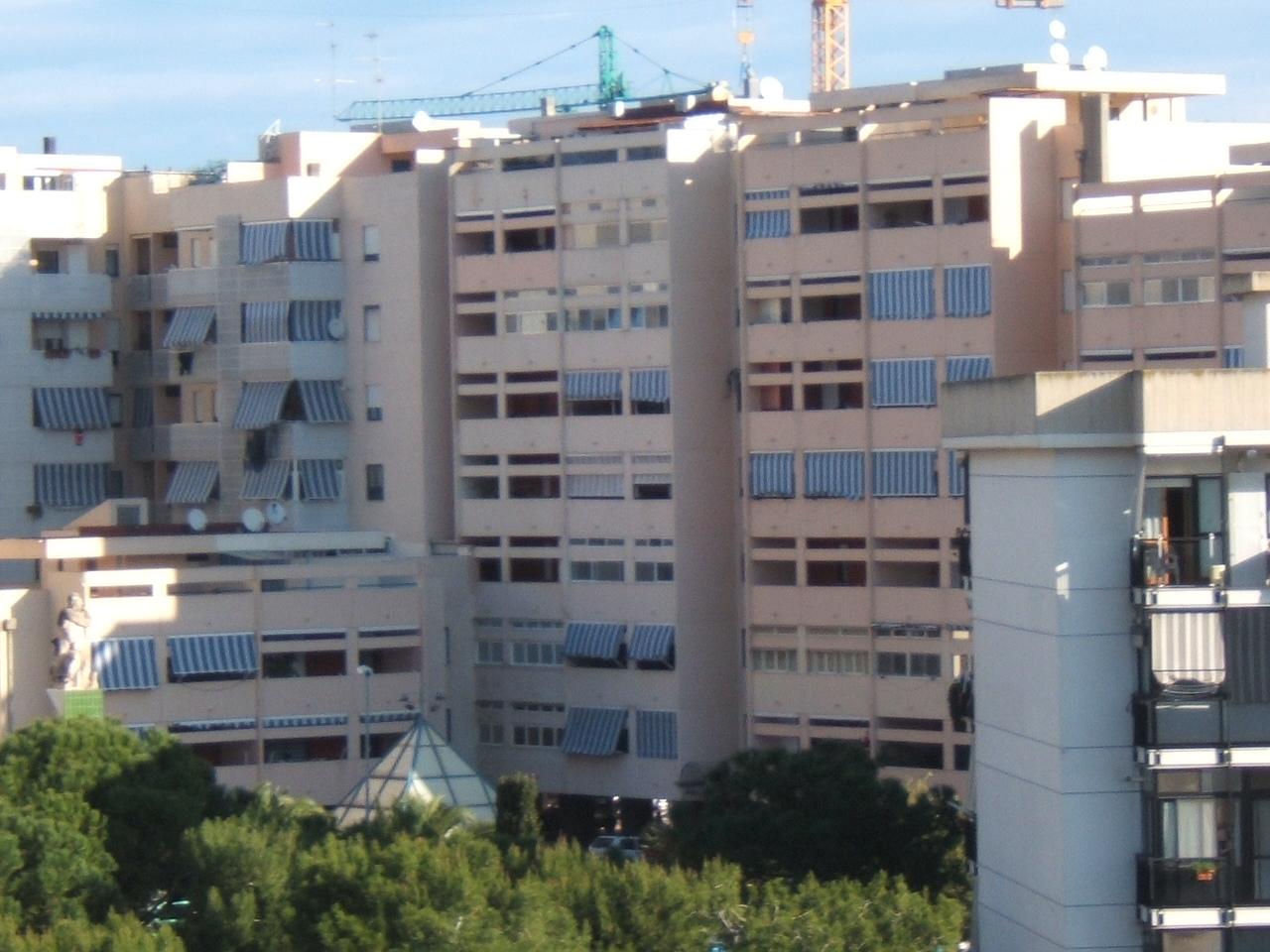
Zona residenziale: complesso edilizio "Bari-Ovest".
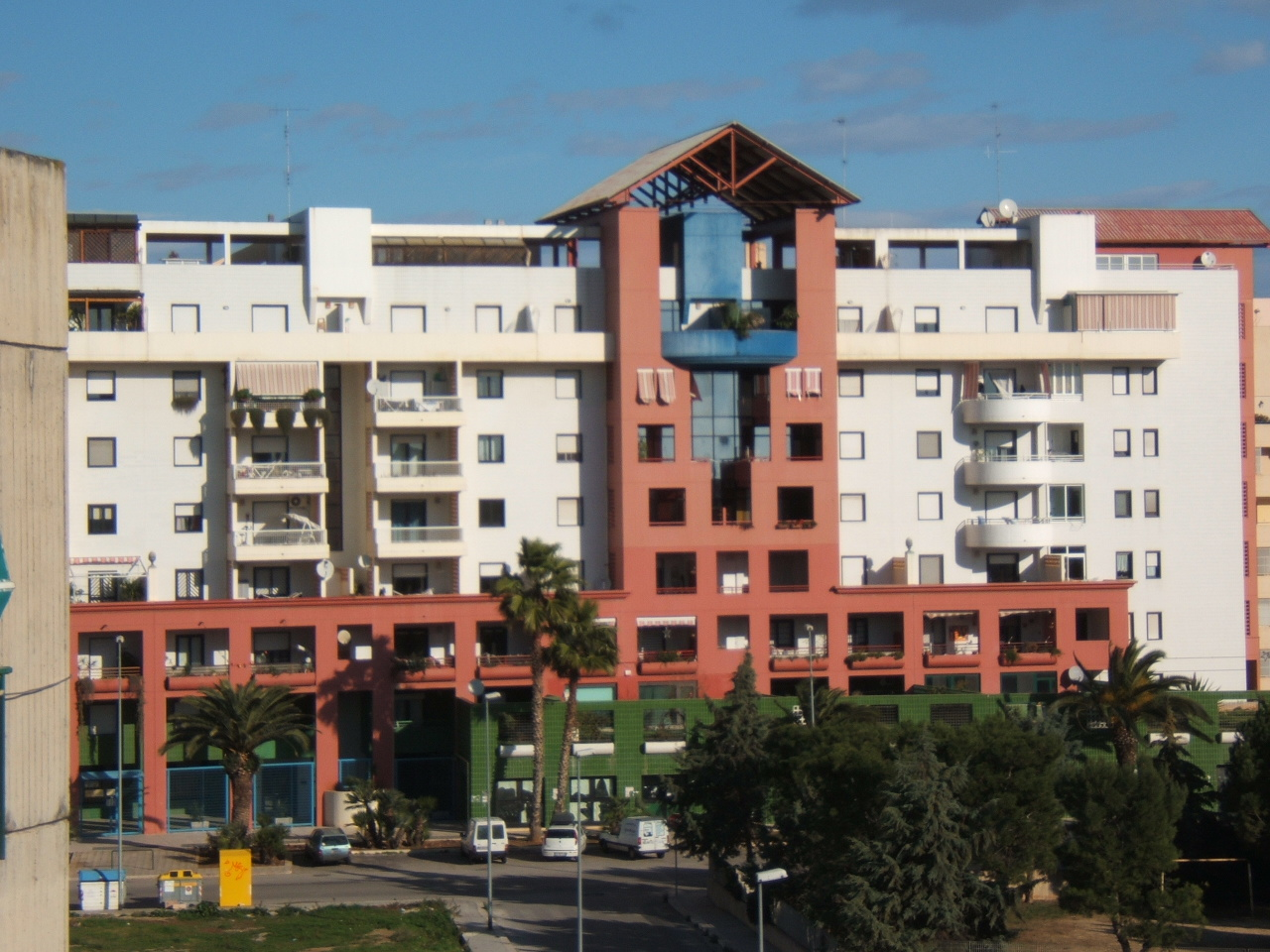
Zona residenziale: complesso edilizio "Nettuno".
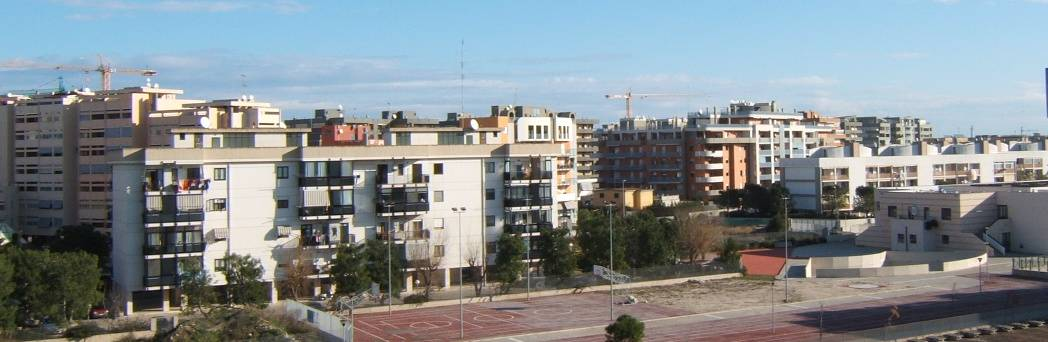
Palestra scoperta della Scuola secondaria di primo grado statale Eleonora Duse.
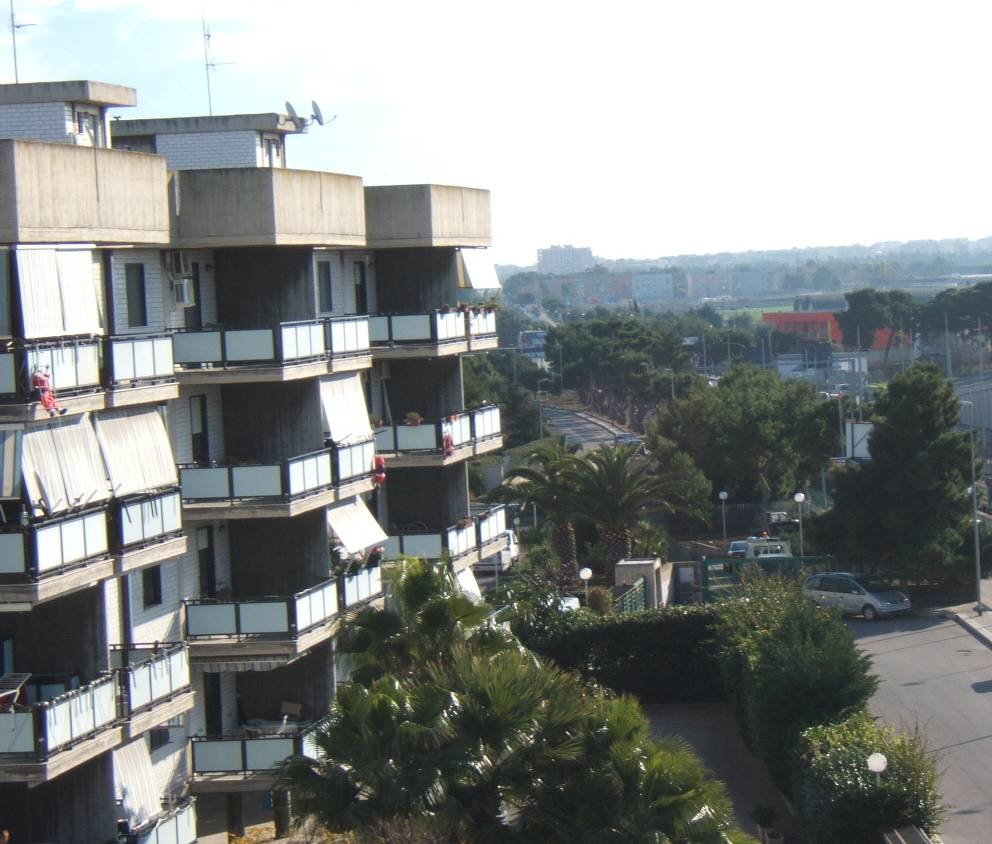
Zona residenziale: edifici su via Napoli.
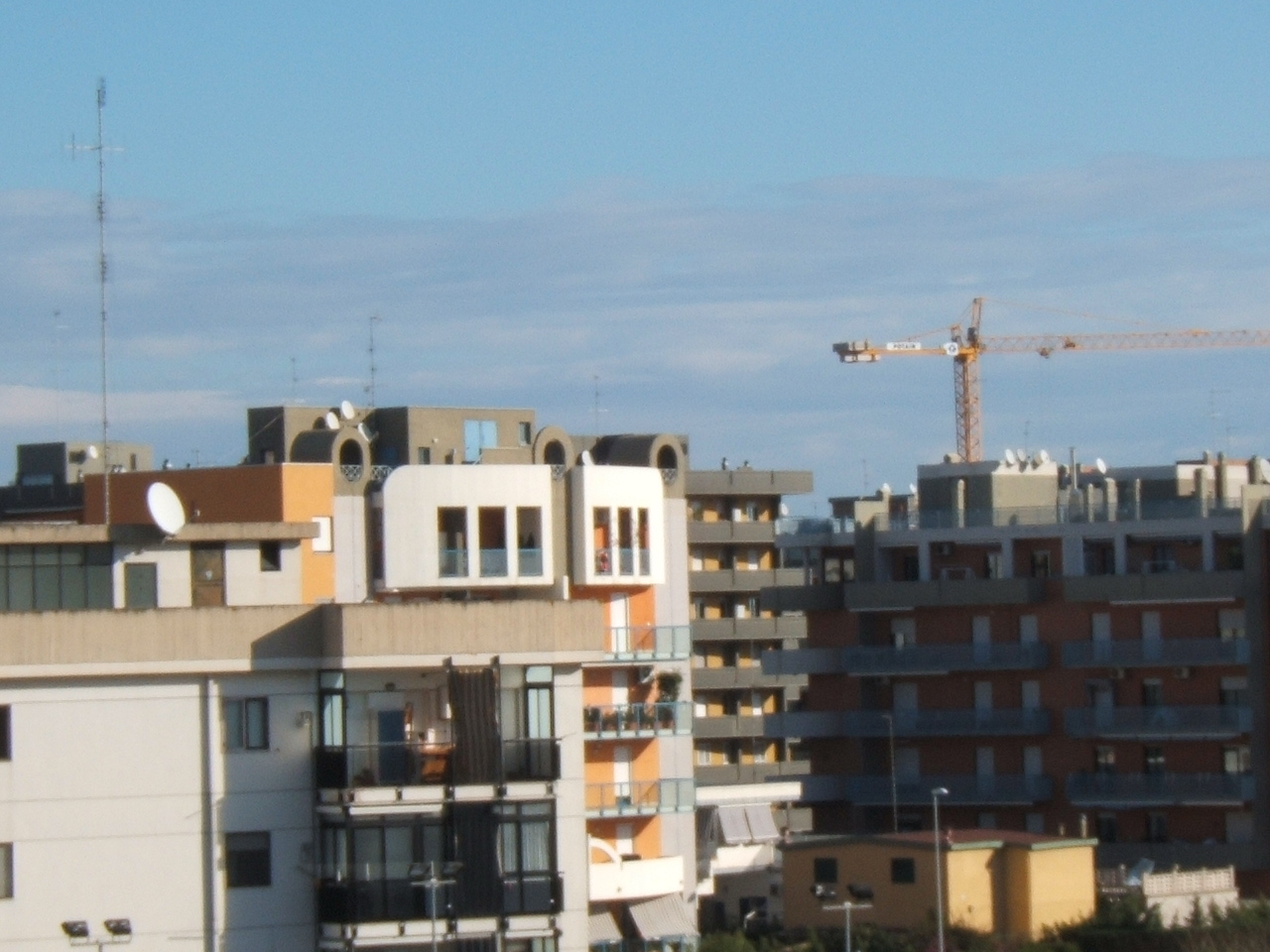
Zona residenziale: edifici su strada Tomasicchio.
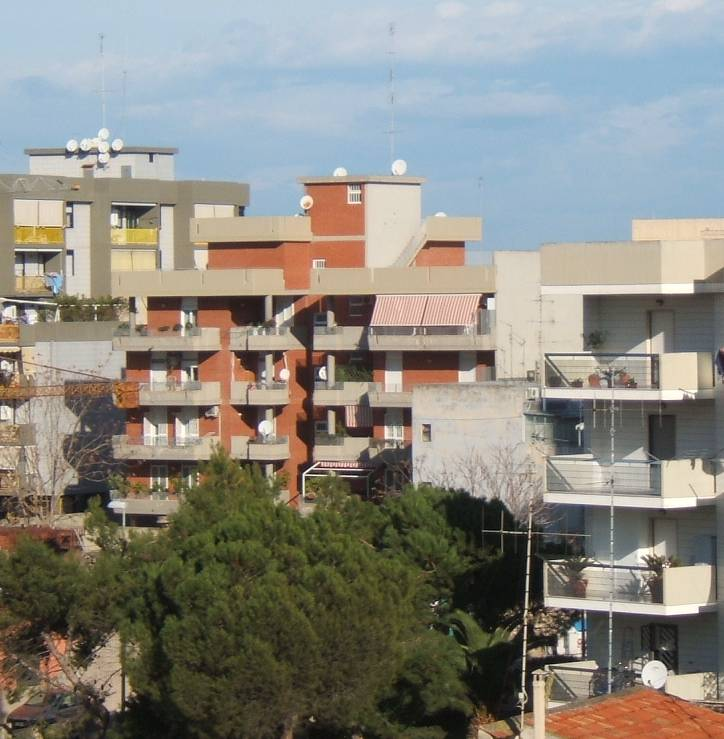
Zona residenziale: edifici su via Cimarosa.
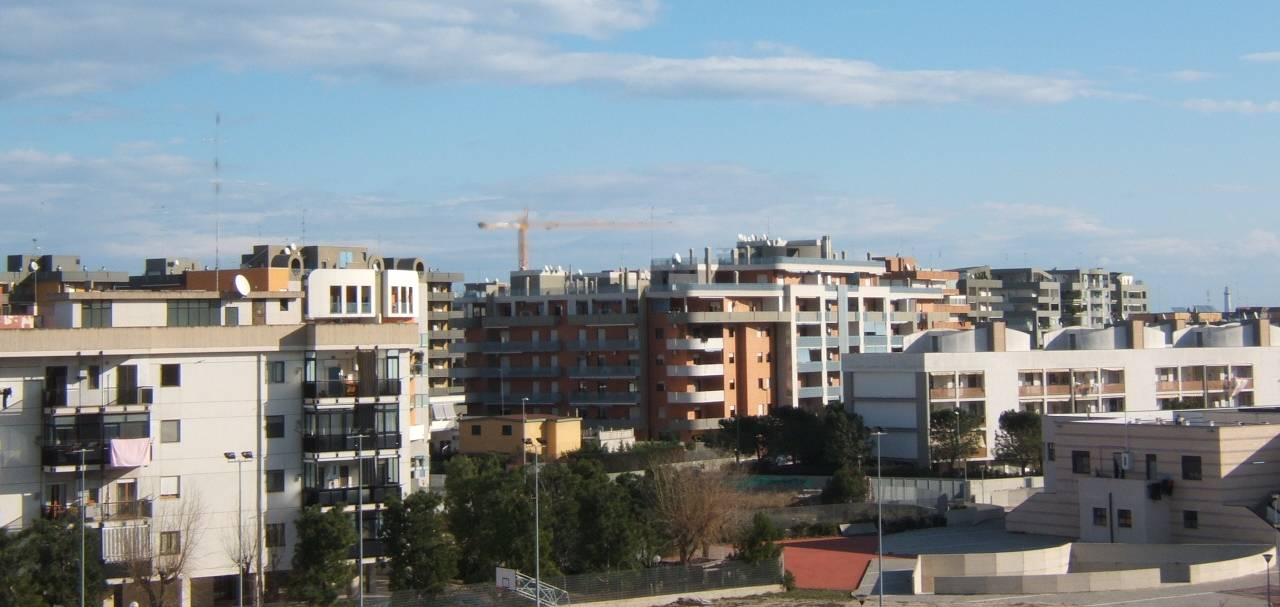
Zona residenziale dei rioni Fesca e San Girolamo.
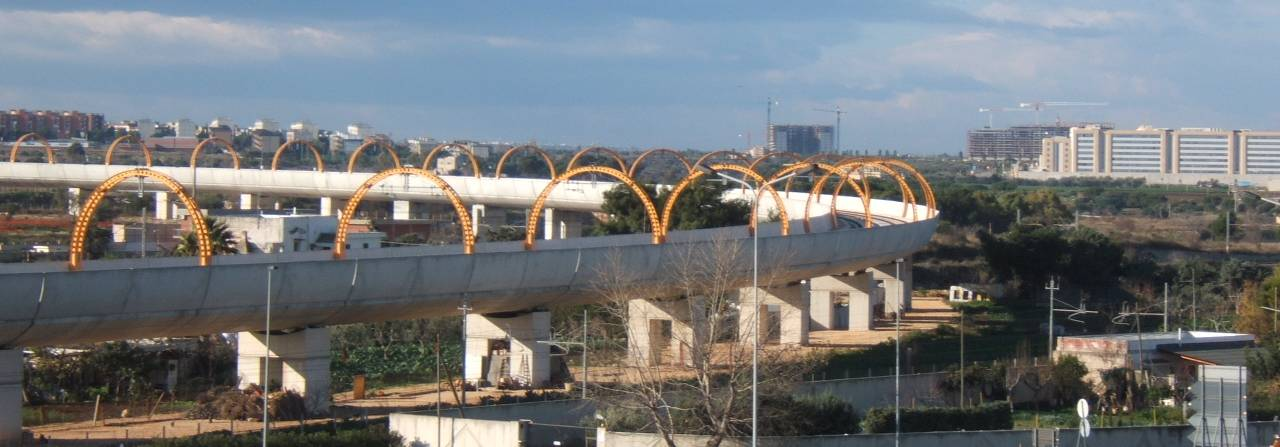
Tratto curvo della nuova linea metropolitana che tange il territorio del quartiere.
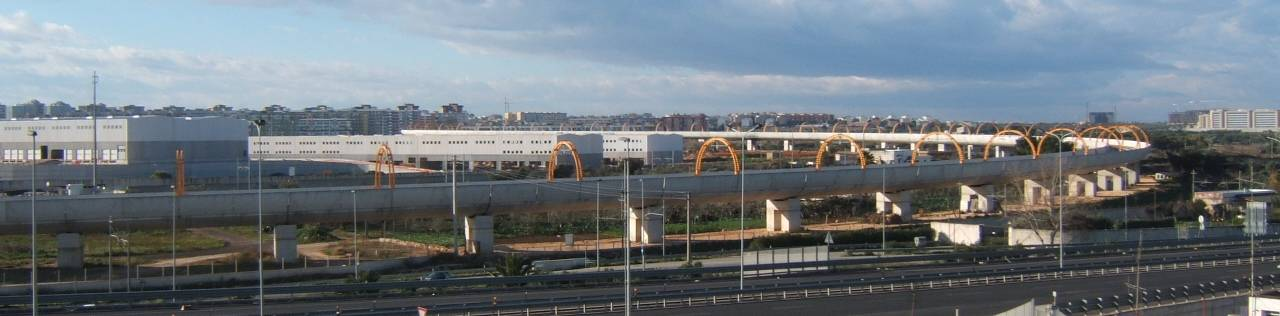
Nuova linea metropolitana che tange il territorio del quartiere; vista sui quartieri baresi "San Paolo" e "Palese - Macchie".
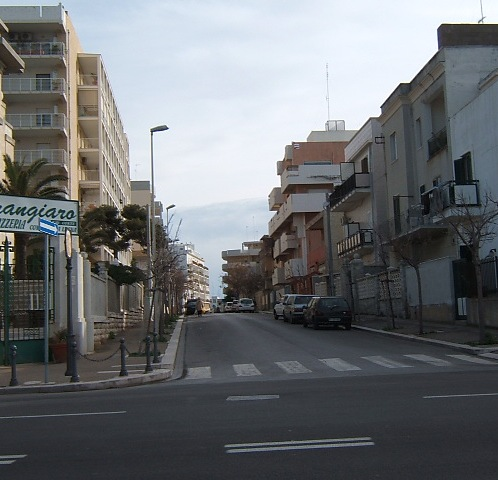
Via Skanderbeg Castriota.
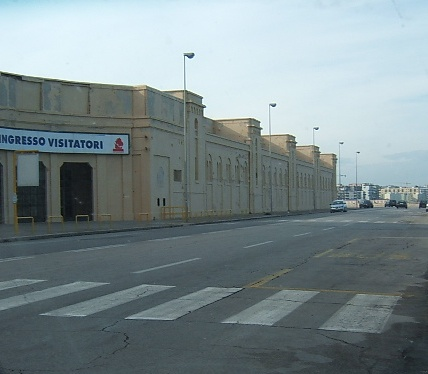
Recinzione monumentale della Fiera in Via Umberto Giordano.
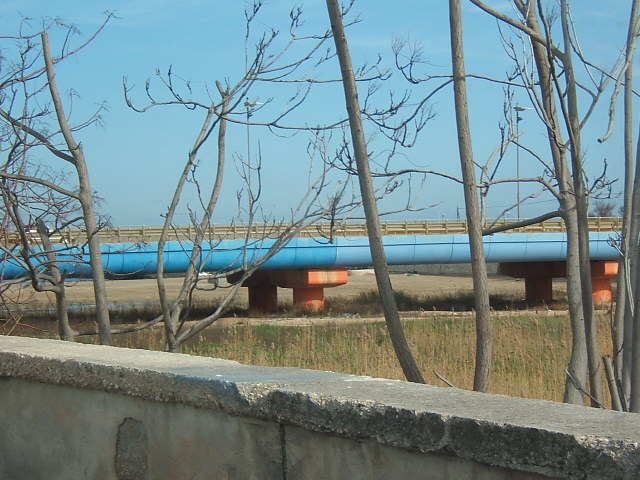
Ponte N. Van Westerhout sulla foce di Lama Lamasinata.
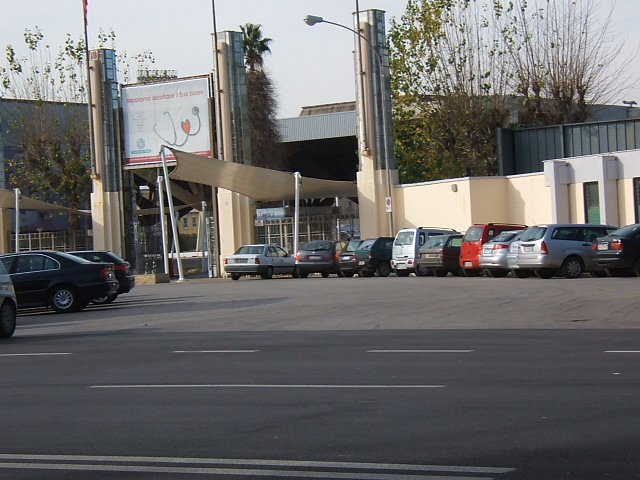
Ingresso della Fiera del Levante su Corso Vittorio Veneto, località Marconi.
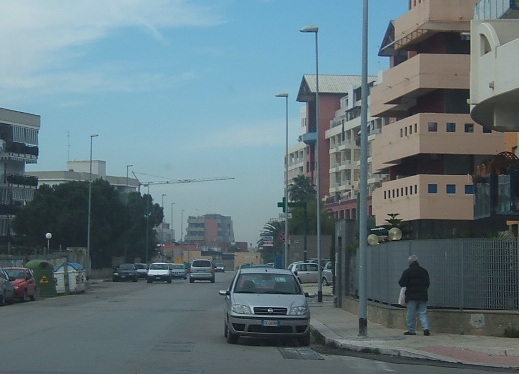
Strada San Girolamo in località Fesca.
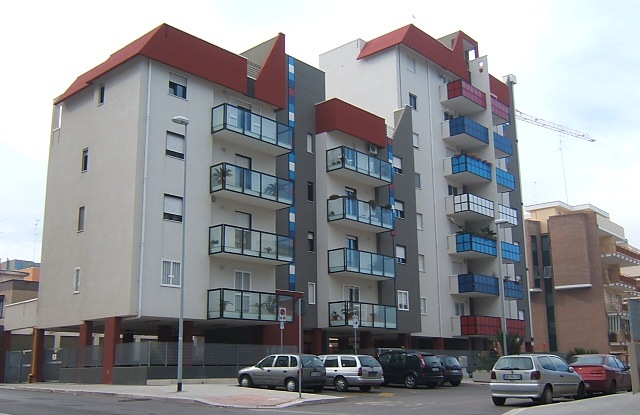
Nuove costruzioni in Strada Tomasicchio.
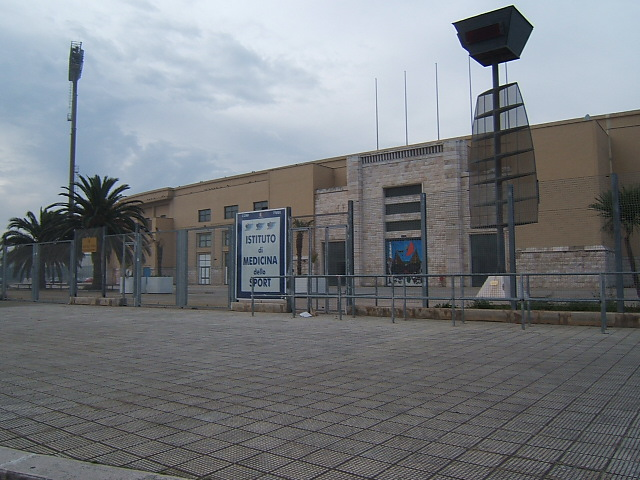
Arena della Vittoria; Ingresso su Viale Vittorio Emanuele Orlando.
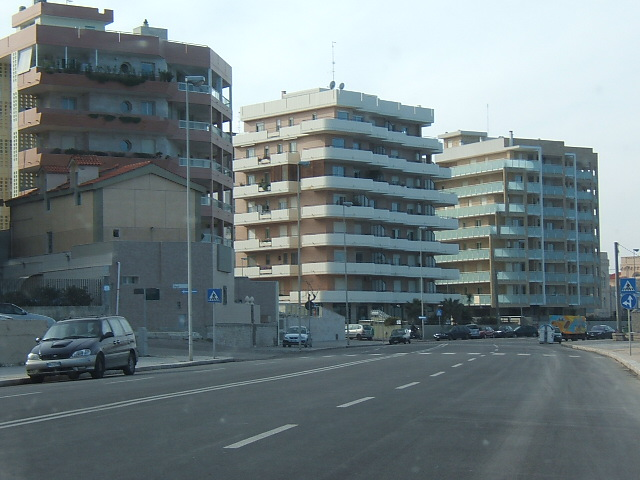
Edifici su Lungomare Starita
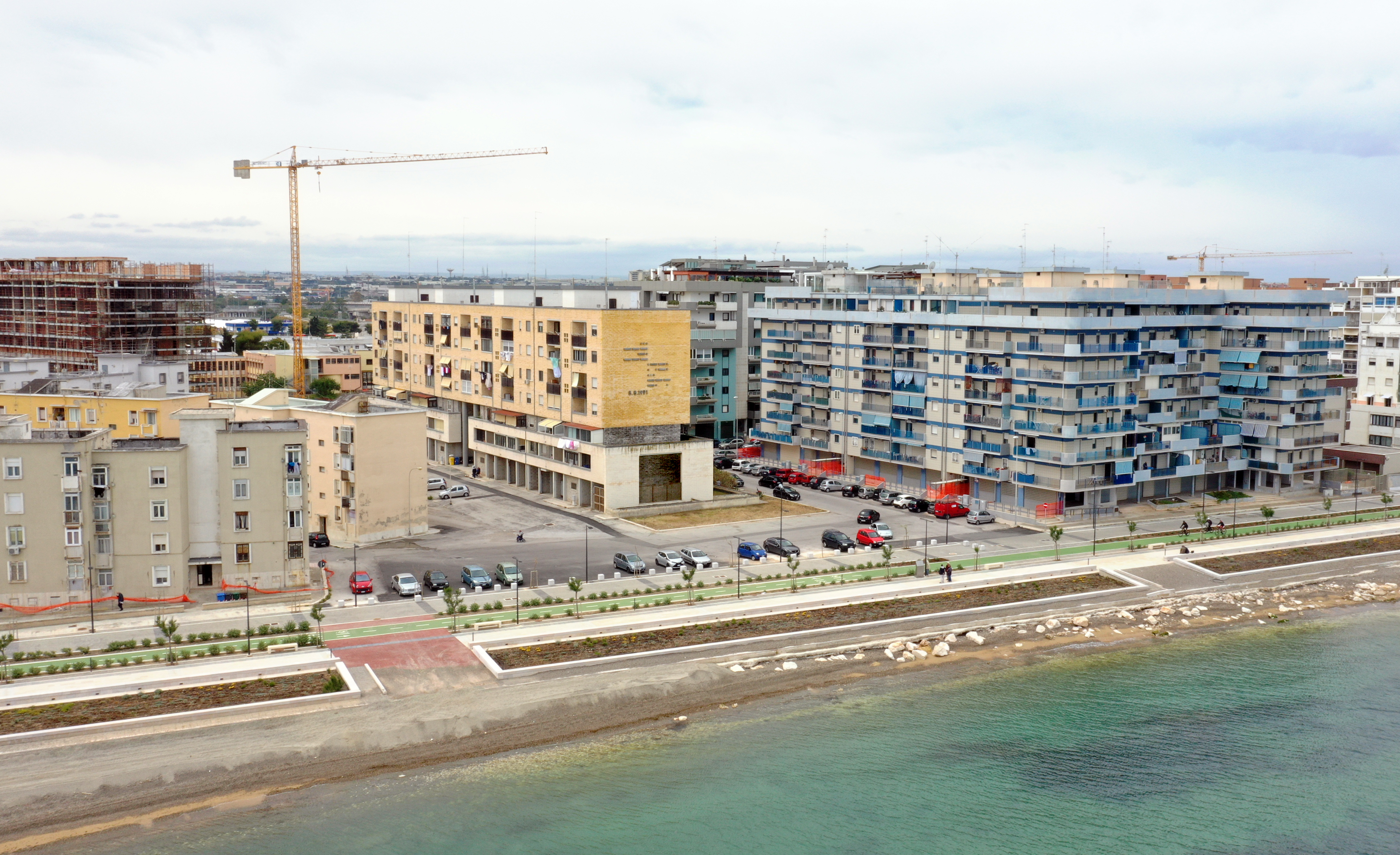
Vista dal drone del lungomare IX maggio, San Girolamo. Sulla parete dell'edificio Arca, la scultura "Sono Persone" dedicata allo sbarco della nave Vlora nel 1991.
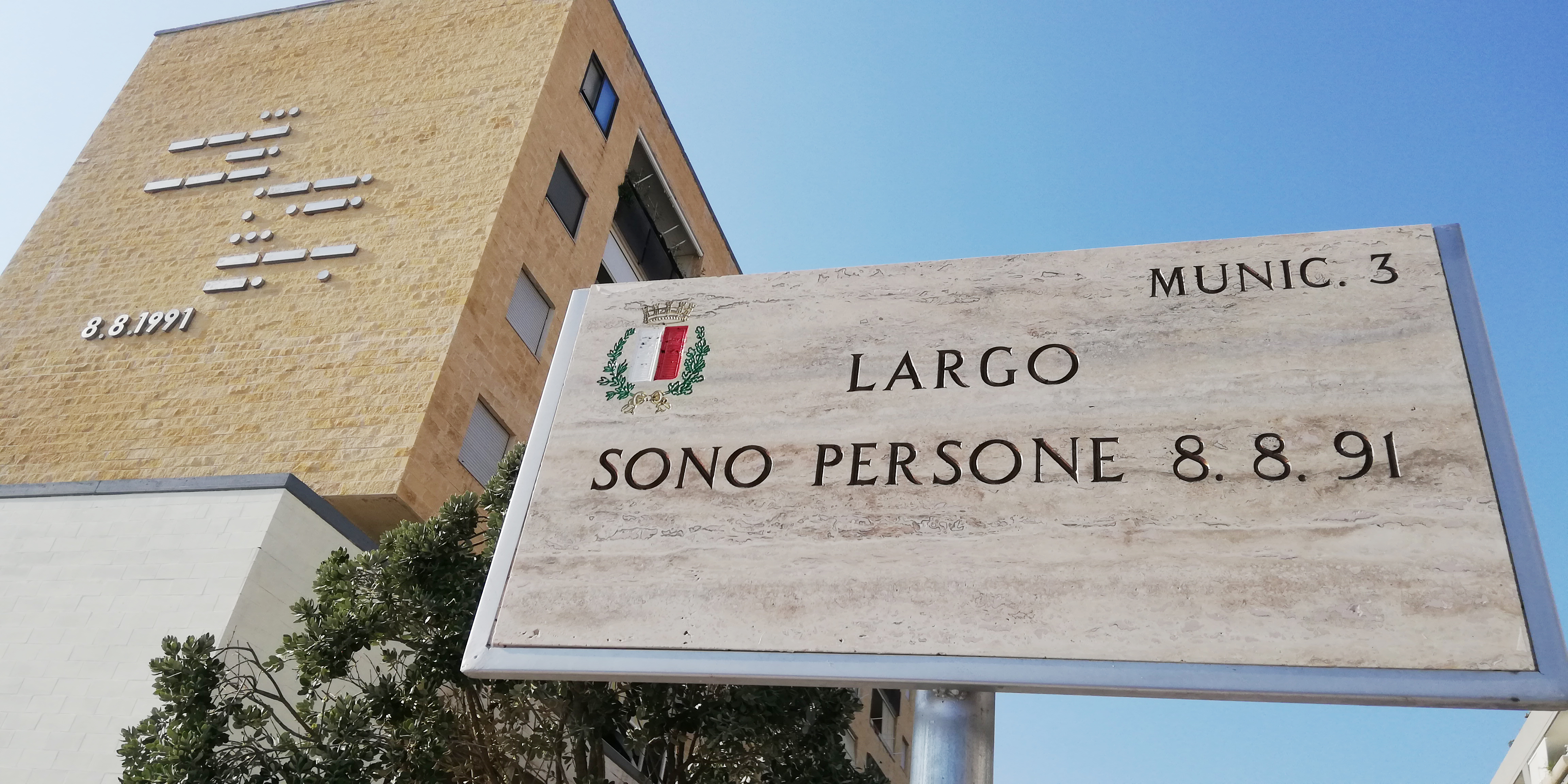
Largo SONO PERSONE8.8.1991, Bari. Il toponimo è stato assegnato in occasione del trentennale dello sbarco della Nave Vlora (8 agosto 2021) in corrispondenza della scultura pubblica omonima di Jasmine Pignatelli.